# 胡大猷
胡大猷，字振伍，广东顺德人。清朝将领，武进士出身。
乾隆二年（1737年）丁巳恩科二甲进士。授官二等侍卫，后出官陕西平凉府游击，因功升瓜州参将，调紫荆关监税。此后再由副将升至湖南镇总兵。
胡大猷家族为当地望族，胡大猷、胡大忠、胡大器、胡大成、胡大朝兄弟五人以及胡氏女婿皆中武举人，号称“五子六登科”。时有对联赞曰：“六龙踊跃，五凤齐飞”。